# Pryma (imię)
Pryma – imię żeńskie pochodzenia łacińskiego, powstałe od liczebnika prima – "pierwsza". Patronem tego imienia jest św. Pryma, męczennica z Abiteny.
Męskim odpowiednikiem jest Prymus, Prym.
Pryma imieniny obchodzi: 3 stycznia i 9 lutego.